# Jacob Björnström

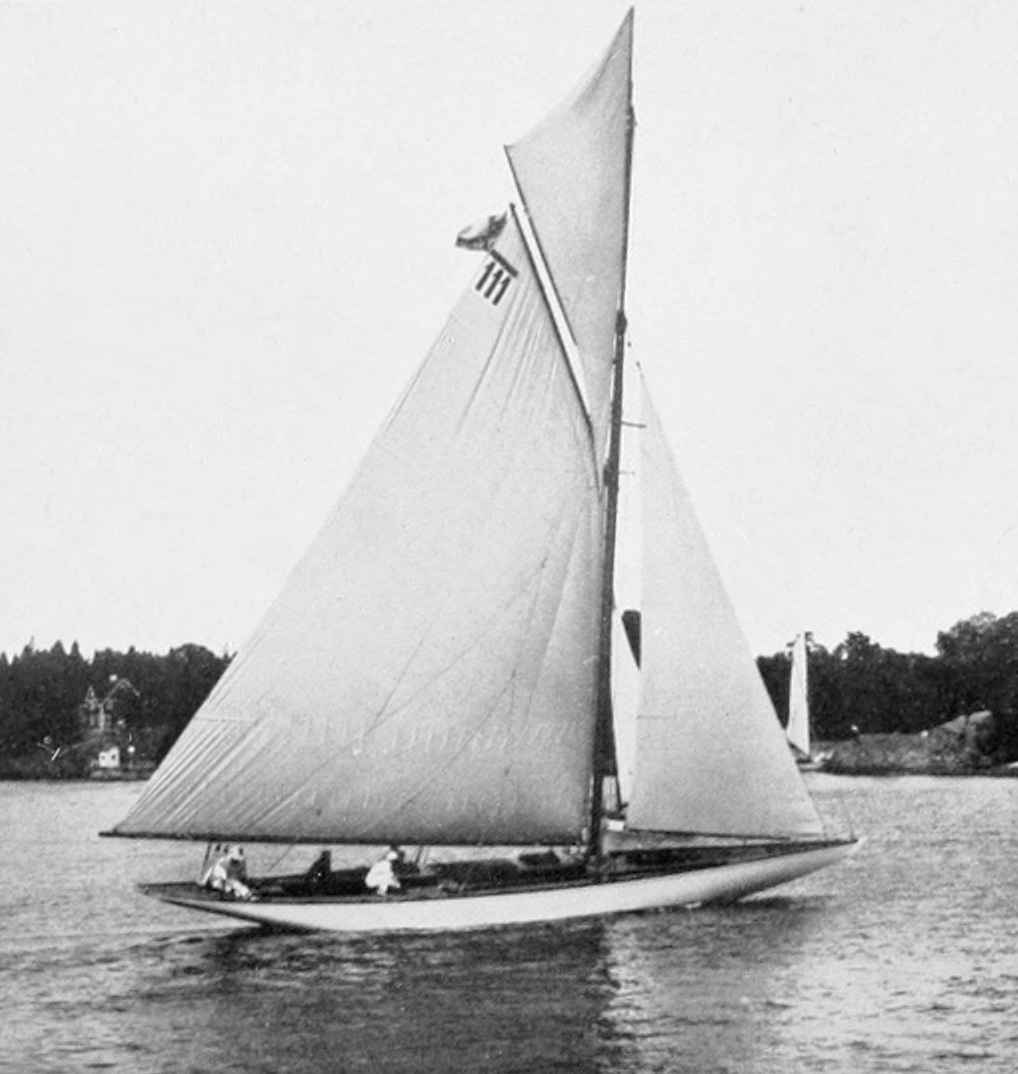
Nina

Jacob Carl Gustaf Herman Björnström (ur. 14 grudnia 1881 w Trångsundzie, zm. 17 lipca 1935 w Inari) – fiński żeglarz, olimpijczyk, zdobywca srebrnego medalu w regatach na Letnich Igrzyskach Olimpijskich w 1912 roku w Sztokholmie.
Na Letnich Igrzyskach Olimpijskich 1912 zdobył srebro w żeglarskiej klasie 10 metrów. Załogę jachtu Nina tworzyli również Erik Lindh, Harry Wahl, Waldemar Björkstén, Bror Brenner, Allan Franck i Aarne Pekkalainen.